# Saison 2024-2025 de l'AS Saint-Étienne
Maillots
Chronologie
Saison précédente Saison suivante
Lors de la saison 2024-2025, l'AS Saint-Étienne participe au Championnat de France de football pour la 70e fois. Cette saison marque le retour du club en Ligue 1 à la suite de la relégation en 2021-2022. Le club participe également à la Coupe de France pour la 91e fois.

## Historique

### L'avant-saison
À la suite de sa 3e place en championnat, l'AS Saint-Étienne obtient sa promotion en Ligue 1 le 2 juin 2024, à l'issue du match de barrage sur la pelouse du FC Metz. Ce retour dans l'élite s'accompagne de l'officialisation du rachat du club dès le lendemain, par les Canadiens de  Kilmer Sports Venture. Roland Romeyer et Bernard Caïazzo, les deux présidents du club en place depuis 2004 et 2006, cèdent quant à eux leur siège à Ivan Gazidis, homme d'affaires et dirigeant sportif Sud-Africain, précédemment passé par l'Arsenal FC et l'AC Milan. Olivier Dall'Oglio, arrivé en cours de saison précédente pour remplacer Laurent Batlles, est maintenu à son poste d'entraîneur.
L'objectif fixé pour ce retour en Ligue 1 est le maintien dans un premier temps.
À la suite d'une série de mauvais résultats, Olivier Dall'Oglio est déchargé de ses fonctions le 14 décembre 2024, et son contrat est rompu le 17 décembre. Le 20 décembre, le Norvégien Eirik Horneland, 49 ans, est nommé nouvel entraîneur de l'AS Saint-Étienne.

## Les joueurs et le club lors de la saison 2024-2025

### Mercato

#### Mercato d'été
| Nom                 | Poste             | Date             | Transfert      | Provenance/Destination | Division                 |
| ------------------- | ----------------- | ---------------- | -------------- | ---------------------- | ------------------------ |
| Arrivées            |                   |                  |                |                        |                          |
| Yanis Lhéry         | Attaquant         | 1er juillet 2024 | Retour de prêt | FC Progrès Niederkorn  | BGL Ligue                |
| Louis Mouton        | Milieu de terrain | 1er juillet 2024 | Retour de prêt | Pau FC                 | Ligue 2                  |
| Mathys Saban        | Attaquant         | 1er juillet 2024 | Retour de prêt | Union Titus Pétange    | BGL Ligue                |
| Yunis Abdelhamid    | Défenseur         | 5 juillet 2024   | Libre          | Stade de Reims         | Ligue 1                  |
| Ben Old             | Attaquant         | 9 juillet 2024   | Transfert      | Wellington Phoenix     | A-League                 |
| Zuriko Davitashvili | Attaquant         | 11 juillet 2024  | Transfert      | Girondins de Bordeaux  | Ligue 2                  |
| Augustine Boakye    | Milieu de terrain | 13 juillet 2024  | Transfert      | Wolfsberger AC         | Bundesliga               |
| Igor Miladinović    | Milieu de terrain | 9 août 2024      | Transfert      | FK Čukarički           | Super liga Srbije        |
| Brice Maubleu       | Gardien de but    | 21 août 2024     | Transfert      | Grenoble Foot 38       | Ligue 2                  |
| Pierre Cornud       | Défenseur         | 22 août 2024     | Transfert      | Maccabi Haïfa FC       | Ligat HaAl               |
| Pierre Ekwah        | Milieu de terrain | 30 août 2024     | Prêt           | Sunderland AFC         | EFL Championship         |
| Lucas Stassin       | Attaquant         | 30 août 2024     | Transfert      | KVC Westerlo           | Jupiler Pro League       |
| Départs             |                   |                  |                |                        |                          |
| Irvin Cardona       | Attaquant         | 30 juin 2024     | Retour de prêt | FC Augsbourg           | Bundesliga               |
| Dylan Chambost      | Milieu de terrain | 30 juin 2024     | Transfert      | Crew de Columbus       | Major League Soccer      |
| Stéphane Diarra     | Attaquant         | 30 juin 2024     | Retour de prêt | FC Lorient             | Ligue 2                  |
| Nathanaël Mbuku     | Attaquant         | 30 juin 2024     | Retour de prêt | FC Augsbourg           | Bundesliga               |
| Maxence Rivera      | Attaquant         | 30 juin 2024     | Libre          | USL Dunkerque          | Ligue 2                  |
| Darling Bladi       | Défenseur         | 7 juillet 2024   | Prêt           | FBBP 01                | National                 |
| Étienne Green       | Gardien de but    | 7 août 2024      | Libre          | Burnley FC             | EFL Championship         |
| Mahmoud Bentayg     | Défenseur         | 30 août 2024     | Prêt           | Zamalek SC             | Egyptian Premiere League |
| Karim Cissé         | Milieu de terrain | 2 septembre 2024 | Prêt           | FC Annecy              | Ligue 2                  |
| Beres Owusu         | Milieu de terrain | 2 septembre 2024 | Prêt           | US Quevilly            | National                 |

#### Mercato d'hiver
| Nom               | Poste             | Date            | Transfert | Provenance/Destination | Division                 |
| ----------------- | ----------------- | --------------- | --------- | ---------------------- | ------------------------ |
| Arrivées          |                   |                 |           |                        |                          |
| Irvin Cardona     | Attaquant         | 28 janvier 2025 | Prêt      | FC Augsbourg           | Bundesliga               |
| Maxime Bernauer   | Défenseur         | 2 février 2025  | Prêt      | Dinamo Zagreb          | HNL                      |
| Départs           |                   |                 |           |                        |                          |
| Yanis Lhéry       | Attaquant         | 18 janvier 2025 | Transfert | AD Alcorcón            | Primera Federación       |
| Jibril Othman     | Attaquant         | 31 janvier 2025 | Prêt      | Royal Francs-Borains   | Challenger Pro League    |
| Ayman Aiki        | Attaquant         | 31 janvier 2025 | Prêt      | SC Bastia              | Ligue 2                  |
| Mathieu Cafaro    | Milieu de terrain | 3 février 2025  | Transfert | Paris FC               | Ligue 2                  |
| Thomas Monconduit | Milieu de terrain | 3 février 2025  | Libre     | Amiens SC              | Ligue 2                  |
| Mathis Amougou    | Milieu de terrain | 4 février 2025  | Transfert | Chelsea FC             | Premier League           |
| Mahmoud Bentayg   | Défenseur         | 12 mars 2025    | Transfert | Zamalek SC             | Egyptian Premiere League |

## Effectif professionnel
Le premier tableau liste l'effectif professionnel de l'AS Saint-Étienne pour la saison 2024-2025. Le second recense les prêts effectués par le club lors de cette même saison.
En grisé, les sélections de joueurs internationaux chez les jeunes mais n'ayant jamais été appelés aux échelons supérieurs une fois l'âge-limite dépassé ou les joueurs ayant pris leur retraite internationale.

Note : Le numéro 24 a été retiré par le club. En effet, le 24 représente le numéro que portait Loïc Perrin, joueur et capitaine emblématique du club, apparu à 470 reprises sous le maillot vert entre 2003 et 2020.

### Équipementier et sponsors
Pour ce retour en Ligue 1, l'AS Saint-Étienne conserve l'équipementier danois Hummel, pour une troisième saison consécutive.
Kelyps Intérim, société spécialisée dans le recrutement par intérim, reste le sponsor principal sur le maillot. En effet, à la suite du placement en redressement judiciaire de Smart Good Things, le précédent sponsor majeur, et de l'impossibilité pour l'entreprise d'honorer les sommes dues au club, Kelyps Intérim est devenu sponsor principal de l'AS Saint-Étienne à partir d'avril 2024.
Les autres partenaires sont les Halles alimentaires Terroir, ByMyCAR, le département de la Loire, les Piscines Desjoyaux, Kapriol, le Groupe Aésio, le Groupe Casino, WF Invest, le Crédit agricole Loire Haute-Loire, Siléane, Saint-Étienne Métropole, Sorare, MINET Échafaudage et ASSE Cœur-Vert.

## Statistiques

### Classement des buteurs
| Place | Nom                 | Ligue 1 | Coupe de France | TOTAL |
| 1     | Lucas Stassin       | 12      | -               | 12    |
| 2     | Zuriko Davitashvili | 9       | -               | 9     |
| 3     | Irvin Cardona       | 5       | -               | 5     |
| 4     | Augustine Boakye    | 3       | -               | 3     |
| 4     | Ibrahim Sissoko     | 3       | -               | 3     |
| 5     | Florian Tardieu     | 2       | -               | 2     |
| 6     | Dylan Batubinsika   | 1       | -               | 1     |
| 6     | Benjamin Bouchouari | 1       | -               | 1     |
| 6     | Mathieu Cafaro      | 1       | -               | 1     |
| 6     | Pierre Ekwah        | 1       | -               | 1     |
| 6     | Mickaël Nadé        | 1       | -               | 1     |

Date de mise à jour : le 17 mai 2025.

### Classement des passeurs décisifs
| Place | Nom                 | Ligue 1 | Coupe de France | TOTAL |
| 1     | Zuriko Davitashvili | 8       | -               | 8     |
| 2     | Lucas Stassin       | 4       | -               | 4     |
| 2     | Florian Tardieu     | 4       | -               | 4     |
| 3     | Irvin Cardona       | 3       | -               | 3     |
| 3     | Léo Pétrot          | 3       | -               | 3     |
| 4     | Mickaël Nadé        | 2       | -               | 2     |
| 5     | Dennis Appiah       | 1       | -               | 1     |
| 5     | Aïmen Moueffek      | 1       | -               | 1     |
| 5     | Louis Mouton        | 1       | -               | 1     |
| 5     | Ibrahim Sissoko     | 1       | -               | 1     |

Date de mise à jour : le 17 mai 2025.

## Rencontres de la saison

### Matchs amicaux
| Date            | N° | Adversaire                 | Lieu                  | Résultat | Buteurs pour Saint-Étienne           |
| --------------- | -- | -------------------------- | --------------------- | -------- | ------------------------------------ |
| 20 juillet 2024 | #1 | Clermont Foot (Ligue 2)    | Le Puy-en-Velay       | 1 - 1    | Mouton 81e                           |
| 27 juillet 2024 | #2 | Villarreal CF (LaLiga)     | Thonon-les-Bains      | 3 - 1    | Davitashvili 57e 90e, Othman 61e     |
| 31 juillet 2024 | #3 | Montpellier HSC (Ligue 1)  | Lunel                 | 1 - 2    | Gauthier 14e, Sissoko 57e            |
| 3 août 2024     | #4 | Grenoble Foot (Ligue 2)    | Le Chambon-sur-Lignon | 3 - 5    | Othman 20e, Appiah 61e, Sissoko 119e |
| 7 août 2024     | #5 | Getafe CF (LaLiga)         | Getafe                | 1 - 0    | -                                    |
| 10 août 2024    | #6 | Holstein Kiel (Bundesliga) | Kiel                  | 2 - 3    | Sissoko 64e, Old 67e, Othman 104e    |

### Championnat

#### Matchs aller
| Date       | N o | Adversaire             | Lieu | Résultat | Buteurs pour Saint-Étienne  | Points | Place |
| ---------- | --- | ---------------------- | ---- | -------- | --------------------------- | ------ | ----- |
| 17/08/2024 | J1  | AS Monaco              | Ext. | 1 - 0    | -                           | 0      | 14    |
| 24/08/2024 | J2  | Le Havre AC            | Dom. | 0 - 2    | -                           | 0      | 16    |
| 31/08/2024 | J3  | Stade brestois 29      | Ext. | 4 - 0    | -                           | 0      | 18    |
| 13/09/2024 | J4  | LOSC Lille             | Dom. | 1 - 0    | Cafaro 6e                   | 3      | 16    |
| 20/09/2024 | J5  | OGC Nice               | Ext. | 8 - 0    | -                           | 3      | 17    |
| 29/09/2024 | J6  | FC Nantes              | Ext. | 2 - 2    | Sissoko 57e 67e (pen.)      | 4      | 17    |
| 05/10/2024 | J7  | AJ Auxerre             | Dom. | 3 - 1    | Davitashvili 15e 54e 86e    | 7      | 13    |
| 19/10/2024 | J8  | RC Lens                | Dom. | 0 - 2    | -                           | 7      | 14    |
| 26/10/2024 | J9  | Angers SCO             | Ext. | 4 - 2    | Davitashvili 15e (pen.) 57e | 7      | 16    |
| 02/11/2024 | J10 | RC Strasbourg          | Dom. | 2 - 0    | Nadé 51e, Sissoko 78e       | 10     | 16    |
| 10/11/2024 | J11 | Olympique lyonnais     | Ext. | 1 - 0    | -                           | 10     | 16    |
| 23/11/2024 | J12 | Montpellier HSC        | Dom. | 1 - 0    | Bouchouari 47e              | 13     | 13    |
| 30/11/2024 | J13 | Stade rennais FC       | Ext. | 5 - 0    | -                           | 13     | 15    |
| 08/12/2024 | J14 | Olympique de Marseille | Dom. | 0 - 2    | -                           | 13     | 16    |
| 13/12/2024 | J15 | Toulouse FC            | Ext. | 2 - 1    | Stassin 53e                 | 13     | 16    |
| 04/01/2025 | J16 | Stade de Reims         | Dom. | 3 - 1    | Boakye 50e 57e, Stassin 80e | 16     | 15    |
| 12/01/2025 | J17 | Paris Saint-Germain    | Ext. | 2 - 1    | Davitashvili 64e            | 16     | 16    |

#### Matchs retour
| Date       | N o | Adversaire             | Lieu | Résultat | Buteurs pour Saint-Étienne   | Points | Place |
| ---------- | --- | ---------------------- | ---- | -------- | ---------------------------- | ------ | ----- |
| 19/01/2025 | J18 | FC Nantes              | Dom. | 1 - 1    | Boakye 86e                   | 17     | 16    |
| 24/01/2025 | J19 | AJ Auxerre             | Ext. | 1 - 1    | Stassin 45e                  | 18     | 15    |
| 01/02/2025 | J20 | LOSC Lille             | Ext. | 4 - 1    | Davitashvili 6e (pen.)       | 18     | 16    |
| 08/02/2025 | J21 | Stade rennais FC       | Dom. | 0 - 2    | -                            | 18     | 16    |
| 15/02/2025 | J22 | Olympique de Marseille | Ext. | 5 - 1    | Stassin 79e                  | 18     | 16    |
| 22/02/2025 | J23 | Angers SCO             | Dom. | 3 - 3    | Cardona 36e 74e, Ekwah 52e   | 19     | 16    |
| 01/03/2025 | J24 | OGC Nice               | Dom. | 1 - 3    | Stassin 31e                  | 19     | 17    |
| 09/03/2025 | J25 | Le Havre AC            | Ext. | 1 - 1    | Stassin 10e                  | 20     | 17    |
| 16/03/2025 | J26 | Montpellier HSC        | Ext. | 0 - 2a   | Stassin 11e 53e              | 23     | 17    |
| 29/03/2025 | J27 | Paris Saint-Germain    | Dom. | 1 - 6    | Stassin 9e                   | 23     | 17    |
| 06/04/2025 | J28 | RC Lens                | Ext. | 1 - 0    | -                            | 23     | 17    |
| 13/04/2025 | J29 | Stade brestois 29      | Dom. | 3 - 3    | Stassin 17e, Cardona 34e 80e | 24     | 17    |
| 20/04/2025 | J30 | Olympique lyonnais     | Dom. | 2 - 1    | Stassin 10e 67e              | 27     | 17    |
| 27/04/2025 | J31 | RC Strasbourg          | Ext. | 3 - 1    | Davitashvili 19e             | 27     | 17    |
| 03/05/2025 | J32 | AS Monaco              | Dom. | 1 - 3    | Davitashvili 65e             | 27     | 17    |
| 10/05/2025 | J33 | Stade de Reims         | Ext. | 0 - 2    | Tardieu 3e, Cardona 41e      | 30     | 17    |
| 17/05/2025 | J34 | Toulouse FC            | Dom. | 2 - 3    | Tardieu 38e, Batubinsika 63e | 30     | 17    |

a La rencontre de la 26e journée entre le Montpellier HSC et l'AS Saint-Étienne est définitivement arrêtée à la 57e minute, alors que l'équipe stéphanoise menait au score (0-2), en raison de graves incidents dans le kop montpelliérain. Ce score est entériné le 2 avril 2025, entre la 27e et la 28e journée, sur décision de la commission de discipline de la LFP.

#### Classement
| Rang | Équipe             | Pts | J  | G  | N | P  | Bp | Bc | Diff | Qualification ou relégation            |
| ---- | ------------------ | --- | -- | -- | - | -- | -- | -- | ---- | -------------------------------------- |
| 14   | Angers SCO P       | 36  | 34 | 10 | 6 | 18 | 32 | 53 | −21  |                                        |
| 15   | Le Havre AC        | 34  | 34 | 10 | 4 | 20 | 40 | 71 | −31  |                                        |
| 16   | Stade de Reims     | 33  | 34 | 8  | 9 | 17 | 33 | 47 | −14  | Participation au barrage de relégation |
| 17   | AS Saint-Étienne P | 30  | 34 | 8  | 6 | 20 | 39 | 77 | −38  | Relégation en Ligue 2                  |
| 18   | Montpellier HSC    | 16  | 34 | 4  | 4 | 26 | 23 | 79 | −56  | Relégation en Ligue 2                  |

### Coupe de France
La Coupe de France 2024-2025 est la cent-huitième édition de cette compétition à élimination directe mettant aux prises tous les clubs de football amateurs et professionnels à travers la France métropolitaine et les DOM-TOM. Elle est organisée par la FFF et ses ligues régionales.
| Date       | N o           | Adversaire             | Lieu | Résultat | Buteurs pour Saint-Étienne |
| ---------- | ------------- | ---------------------- | ---- | -------- | -------------------------- |
| 22/12/2024 | 32e de finale | Olympique de Marseille | Dom. | 0 - 4    | -                          |

### Affluence
Avec une moyenne de 30 120 spectateurs à domicile, l'AS Saint-Étienne réalise la septième meilleure moyenne de la saison 2024-2025 en Ligue 1. La plus grosse affluence de la saison est mesurée lors du derby, le 20 avril 2025, à l'occasion d'une rencontre contre l'Olympique lyonnais, où 40 372 spectateurs se rendent au stade Geoffroy-Guichard.
Sur l'ensemble de la saison, 512 035 spectateurs se sont rendus au stade lors des matchs à domicile, ce qui en fait également le septième meilleur total de la saison.
Ces chiffres sont à mettre en lien avec les sanctions visant les tribunes du stade Geoffroy-Guichard, sanctionnées de plusieurs matchs ferme à huis clos au cours de la saison en raison d'usage d'engins pyrotechniques,.